# Die blauen Schwerter
Die blauen Schwerter è un film drammatico del 1949 diretto da Wolfgang Schleif, basato sulla vita dell'alchimista tedesco Johann Friedrich Böttger.

## Trama
Il film ripercorre la vita di Johann Friedrich Böttger, inventore della Porcellana di Meissen nel XVIII secolo. Dapprima apprendista farmacista, Böttger crede di aver risolto l'antico sogno degli alchimisti, ovvero la trasformazione di materiali grezzi in oro. Quando Augusto II di Sassonia viene a conoscenza di questo progetto, invita Böttger presso la sua corte ma il metodo di conversione aurea non produce i risultati sperati. Contemporaneamente, il matematico e scienziato E.W. von Tschirnhaus inizia ad effettuare esperimenti con il vetro quando ha l'occasione di conoscerlo e di stringere con lui un rapporto di collaborazione. Alla morte di Tschirnhaus, Böttger continua l'attività e nel 1710, nel castello di Albrechtsburg a Meißen viene istituita la Real Fabbrica di Porcellane.

## Produzione
Dopo Grube Morgenrot dell'anno precedente, diretto con Erich Freund, Die blauen Schwerter rappresentò il primo lungometraggio firmato dal solo Wolfgang Schleif. Per realizzare il programma stabilito dalla produzione, le riprese furono effettuate sia di giorno che di notte per cui alla regia Schleif si alternò con Hans Heinrich, che alla fine non risultò però nei crediti.

## Distribuzione
Il film fu distribuito in Germania Est il 30 dicembre 1949 e in Germania Ovest il 25 agosto 1950.
Nel 1956, sette anni dopo la sua distribuzione, l'associazione Zille Gesellschaft Berlin propose di mostrare il film alla 6ª edizione del Festival di Berlino. Il direttore della manifestazione Alfred Bauer si oppose alla proposta di proiettare film provenienti dalla Germania Est e nonostante le pressioni del presidente dell'associazione Joachim Albitz, il film fu escluso dal programma.